# Назаре Паулиста
Назаре Паулиста (на португалски: Nazaré Paulista) е селище в щата Сау Паулу, югоизточна Бразилия. Населението му е около 16 400 души (2010).
Разположено е на 845 m надморска височина в Бразилската атлантическа гора, на 47 km североизточно от центъра на Сау Паулу. Селището се намира на брега на голям язовир на река Атибаиня, важен за водоснабдяването на агломерацията на Сау Паулу. Основано е през 1676 година като опорен пункт на бандейрантите.